# Limpeza

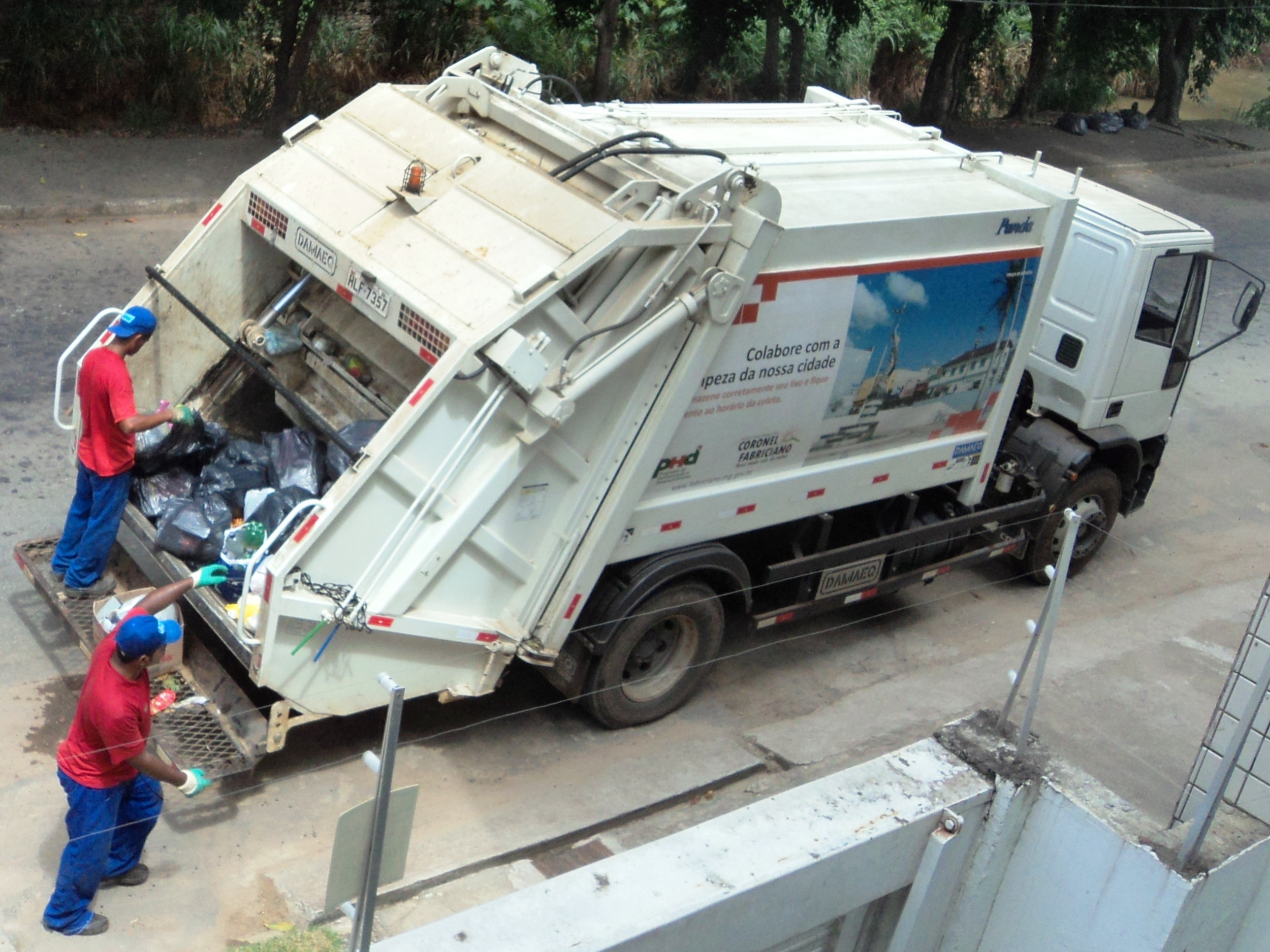
Coletores em um caminhão de lixo em Coronel Fabriciano, Brasil, realizando o serviço de limpeza urbana.

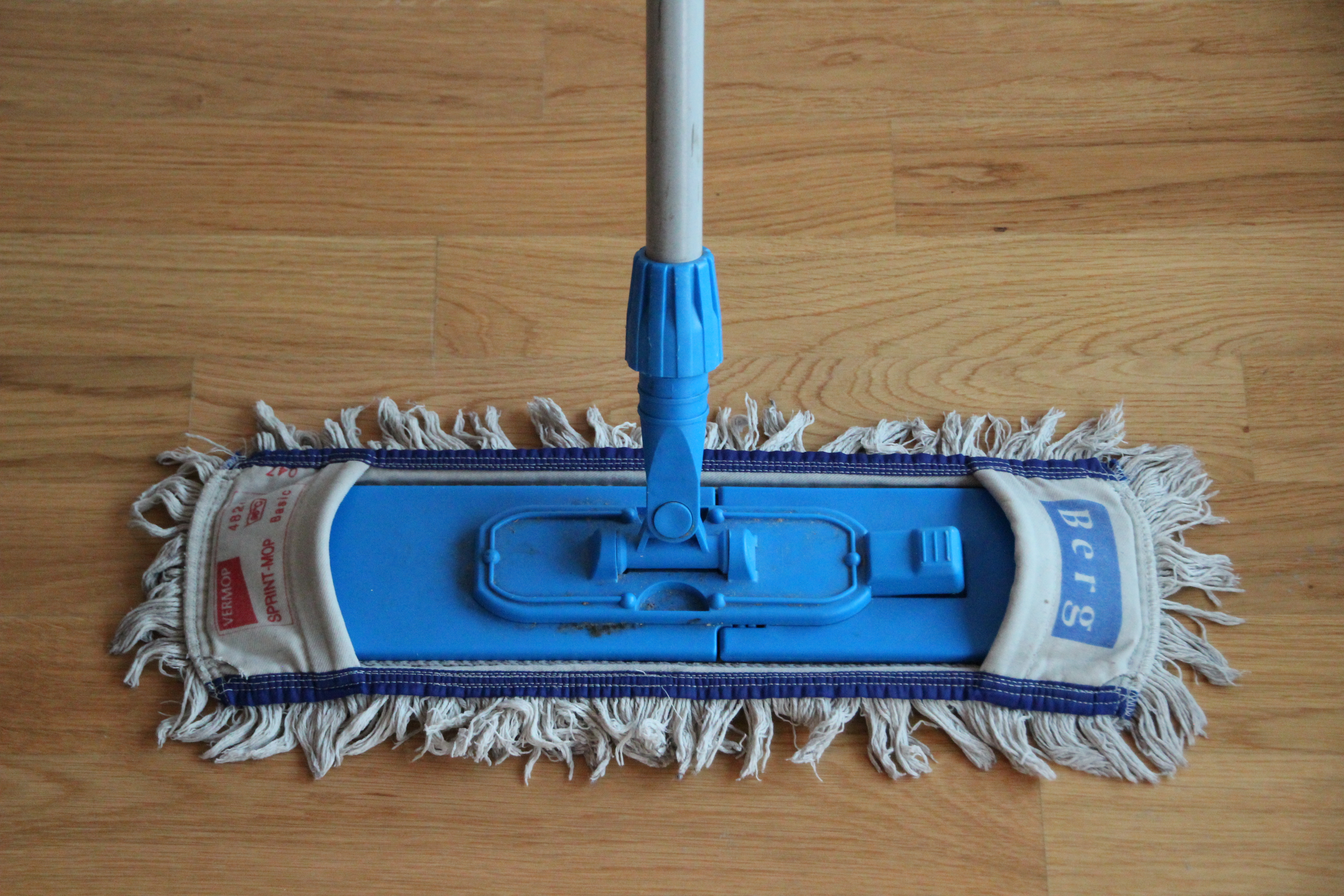
Um esfregão, normalmente utilizado para limpeza doméstica ou predial.

Limpeza é o ato de retirar impurezas de um corpo, de um material ou de um local.
A limpeza além de ser associada ao ato físico de retirar-se as impurezas é devéras utilizada no sentido da manutenção espiritual e mental.
Utensílios comumente utilizados para realização da limpeza: A vassoura, sabão, água, espanador e outros.
A definição da palavra "limpeza", conforme um famoso dicionário da língua portuguesa:
Substantivo feminino, qualidade de limpo, de asseado.
Existem vários tipos de limpezas, que variam de acordo com o ambiente, com a superfície, com a sujidade a ser removida ou com o tipo de sistema e produtos utilizados. Assim existem:
- Limpeza ecológica: realizada com um sistema de limpeza que permite a utilização de métodos e produtos amigos do ambiente;
- Limpeza domiciliar: realizada cotidianamente sem preocupações técnicas, com um conceito de qualidade totalmente subjetivo, ligado diretamente aos conceitos e valores dos ocupantes do domicílio[2];
- Limpeza predial: realizada por contratados, que necessitam de conhecimentos básicos sobre aplicação de produtos químicos e habilidade no manuseio de equipamentos;
- Limpeza técnica: realizada por contratados, sob supervisão e orientação de profissional técnico, para aplicação correta de processos adequados ao tipo de superfície a ser limpa e ao tipo de sujidade a ser removida;
- Limpeza hospitalar: realizada por contratados, que necessitam de conhecimentos sobre aplicação de produtos e técnicas para desinfecção de superfícies, esta categoria é sub-dividida em duas, sendo a Limpeza Concorrente (para manutenção do ambiente) e a Limpeza Terminal (para completa desinfecção do local);
- Limpeza industrial: realizada por contratados, com habilidades para o manuseio de equipamentos pesados, tais como: hidro-Jateadoras de Alta Pressão (com capacidade de remover rapidamente grossas crostas de sujidades) e Aspiradores de Alto Vácuo com capacidade para recolher grande quantidade de resíduos.

O serviço de limpeza é essencial para a sociedade como um todo, pois além de se tratar de condição básica para a saúde, gera a sensação de conforto e bem-estar dos ambientes.